# Szártak kán
Szártak (? –  1256) az Arany Horda második kánja. Batu kán legidősebb fia volt.

## Élete
A Mongol Birodalom 1336–1242-es nagy nyugati hadjárata – a tatárjárás – után Batu kán a Volga alsó folyásának bal, azaz kelti partján rendezkedett be. Ott nomadizált a Kaszpi-tenger és nagyjából a mai Szaratov között. A nomád legelőváltó gazdálkodásnak megfelelően januártól augusztusig felfelé haladt a folyó mentén, majd augusztustól decemberig lefelé.  Legidősebb fia, Szártak a Volga jobb partján tette ugyanezt. 
Szártak a nesztoriánus kereszténység híve volt. Ez a hír késztette IX. Lajos francia királyt, hogy Rubruk ferences szerzetest keletre küldje megvizsgálni a keresztény térítés lehetőségeit. Rubruc úgy találta, hogy a nesztoriánusok szerepe valóban nagy a mongol udvarban, Batuéban és a nagykánéban is, de Szártak és a többi nesztoriánus keresztényi buzgalmáról mindamellett igen lesújtó véleménnyel volt. 
Amikor Alekszandr Nyevszkij  1252-ben Szarájban járt, hogy átvegye az őt novgorodi fejedelemmé kinevező jarlikot, akkor Szártakkal vértestvérekké – mongolul anda – fogadták egymást. Batu kán pedig fiává fogadta az új fejedelmet.
1255-ben vagy 56-ban meghalt Batu kán. Szártak ekkor éppen Karakorumban, Möngke mongol nagykán ordujában tartózkodott, aki rögtön be is iktatta Szártakot az Arany Horda kánjának tisztségébe. Szártak azonban hazaúton meghalt. Utóda testvére, Batu kán legkisebb fia, Ulagcsi lett. 